# 西藏毛鳞蕨
西藏毛鳞蕨（学名：Tricholepidium tibeticum）为水龙骨科毛鳞蕨属下的一个种。其种加词“tibeticum”意为“西藏的”。
现接受名为毛鳞蕨（Lepisorus normalis (D.Don) C.F.Zhao, R.Wei & X.C.Zhang, 2019）。